# ياروسلاف لفينسكي
ياروسلاف لفينسكي (بالتشيكية: Jaroslav Levinský)‏ هو لاعب كرة مضرب تشيكي. وصل إلى نهائي الزوجي في بطولة أستراليا المفتوحة في سنة 2010 وخسره.

## النهائيات

### نهائيات البطولات الكبرى

#### الزوجي المختلط: 1 (0–1)
| الحصيلة | السنة | البطولة           | الشريك             | المنافس في النهائي   | النتيجة في النهائي |
| الوصافة | 2010  | أستراليا المفتوحة | إيكاترينا ماكاروفا | كارا بلاك ليندر بايس | 7–5, 6–3           |

## روابط خارجية
- ياروسلاف لفينسكي على موقع رابطة محترفي التنس (الإنجليزية)
- ياروسلاف لفينسكي على موقع الاتحاد الدولي لكرة المضرب (الإنجليزية)
- ياروسلاف لفينسكي على موقع خلاصة التنس.كوم (الإنجليزية)